# Atlantis (film, 1921)
Atlantis (originaltitel: L'Atlantide) är en fransk stum äventyrsfilm från 1921 i regi av Jacques Feyder. Filmen bygger på romanen Atlantis från 1919 av Pierre Benoit.